# Старообрядец (журнал)
«Старообря́дец» — ежемесячный старообрядческий журнал Белокриницкого согласия, выпускавшийся с декабря 1878 года по 1888 год в Коломые, Австро-Венгрия; с 1906 по 1907 год в Нижнем Новгороде, Российская империя.
Из-за невозможности издания старообрядческой периодической печати в Российской империи первый старообрядческий журнал с названием «Старообрядец» начал издаваться под редакцией инока Николы Чернышёва с декабря 1878 года в городе Коломые в Австро-Венгрии. Под давлением российского царского правительства правительство Австро-Венгрии закрыло это издание в 1888 году. Попытки издания старообрядческой периодической печати в Австро-Венгрии продолжались. С 1892 года инок Никола Чернышёв начал издавать в том же городе «Древнюю Русь», но это издание просуществовало лишь два года. С 1896 года под редакцией Фёдора Мельникова в городе Браилов в Румынии начала печататься ежемесячная газета «Слово правды»; после ареста Мельникова в июне 1897 года газета смогла просуществовать лишь один год.
В России первый старообрядческий ежемесячный журнал «Старообрядческий вестник» был основан епископом Иннокентием в 1904 году, однако он издавался в некой санкт-петербургской типографии под строгим секретом, а место его издания на его страницах ради конспирации было указано: Климоуцы (Австрия).
Возможность легального издания старообрядческих газет и журналов появилась в России только после издания 17 апреля 1905 года «Указа об укреплении начал веротерпимости» и издания Манифеста 17 октября 1905 года. С января 1906 года в Нижнем Новгороде начал печататься журнал «Старообрядец», редактором первого номера стал И. И. Захаров, со второго номера редактором стал епископ Иннокентий, с пятого номера редактором стал брат Иннокентия — старообрядческий деятель, начётчик Василий Усов. Был издан отдельный выпуск журнала с указателем его содержания за 1906 год.
Сотрудниками и авторами статей в журнале были архимандрит Михаил, священники Г. Карабинович и А. Старков, а также известные начётчики: Фёдор Мельников, Климент Перетрухин, Иосиф Перетрухин, Димитрий Варакин, Никифор Зенин, кандидат богословия И. Г. Люцернов и другие.
За исследование под названием «Духовенство господствующей церкви в изображении русских писателей новейшего времени» издание журнала «Старообрядец» 24 декабря 1907 года на 12-м номере 1907 года было приостановлено, чуть позже журнал был закрыт. 30 января 1908 года в окружном суде Нижнего Новгорода слушалось дело о девятом номере журнала за 1907 год, в котором было опубликовано данное исследование. По приговору суда номер должен был быть сожжён. Редактор Василий Усов был посажен в тюрьму на три месяца. До этой приостановки журнал неоднократно подвергался административным взысканиям. Василий Усов подвергался аресту на три месяца за «хулу на Серафима Саровского» в пятом номере журнала, в этом номере было опубликовано «Стихотворение на открытие останков Серафима Саровского».